# Cantó de Chauffailles
El cantó de Chauffailles és una divisió administrativa francesa del departament de Saona i Loira. Té 39 municipis i el cap és Chauffailles.

## Municipis

### 1790-2015
- Anglure-sous-Dun
- Chassigny-sous-Dun
- Châteauneuf
- Chauffailles
- Coublanc
- Mussy-sous-Dun
- Saint-Edmond
- Saint-Igny-de-Roche
- Saint-Martin-de-Lixy
- Saint-Maurice-lès-Châteauneuf
- Tancon

### 2015
- Amanzé
- Anglure-sous-Dun
- Baudemont
- Bois-Sainte-Marie
- Briant
- La Chapelle-sous-Dun
- Chassigny-sous-Dun
- Châteauneuf
- Châtenay
- Chauffailles
- La Clayette
- Coublanc
- Curbigny
- Fleury-la-Montagne
- Gibles
- Iguerande
- Ligny-en-Brionnais
- Mailly
- Mussy-sous-Dun
- Oyé
- Saint-Bonnet-de-Cray
- Saint-Christophe-en-Brionnais
- Saint-Didier-en-Brionnais
- Saint-Edmond
- Sainte-Foy
- Saint-Igny-de-Roche
- Saint-Julien-de-Jonzy
- Saint-Laurent-en-Brionnais
- Saint-Martin-de-Lixy
- Saint-Maurice-lès-Châteauneuf
- Saint-Racho
- Saint-Symphorien-des-Bois
- Sarry
- Semur-en-Brionnais
- Tancon
- Vareilles
- Varenne-l'Arconce
- Varennes-sous-Dun
- Vauban

## Història
| Data d'elecció                           | Identitat              | Partit                                   | Qualitat |
| ---------------------------------------- | ---------------------- | ---------------------------------------- | -------- |
| 1945-1951                                | Albert Gorce           | SFIO                                     |          |
| 1951-1970                                | Joseph Rochigneux      | MPR, després Divers droite               |          |
| 1970-1988                                | Robert Trouillet       | SFIO, després MRG, després divers droite |          |
| 1988-2008                                | Jean Lautrey           | DL, després UMP                          |          |
| 2008-2015                                | Marie-Christine Bignon | MPF                                      |          |
| les dades anteriors no són pas conegudes |                        |                                          |          |
|                                          |                        |                                          |          |

## Demografia
| 1962                                            | 1968  | 1975  | 1982  | 1990  | 1999  | 2010  | 2015   |
| 7.645                                           | 8.445 | 8.741 | 8.800 | 8.410 | 8.243 | 8.433 | 19.586 |
| ----------------------------------------------- | ----- | ----- | ----- | ----- | ----- | ----- | ------ |
| A partir de 1990: Població sense dobles comptes |       |       |       |       |       |       |        |